# Miriam von Versen
Miriam von Versen (* 19. Februar 1969) ist eine deutsche Schauspielerin.

## Leben
Miriam von Versen ist seit den 1990er-Jahren als Schauspielerin am Theater und in der Filmbranche aktiv. Sie wirkte als Schauspielerin vor der Kamera bislang in mehreren Filmen und Fernsehserien mit. Einem breiten Publikum bekannt wurde sie vor allem durch ihre Rolle als Staatsanwältin Dr. Sommer in der Serie SOKO Leipzig, die sie von 2001 bis 2004 verkörperte.
Sie lebt in Berlin.

## Filmografie (Auswahl)
- 2001–2004: SOKO Leipzig (Fernsehserie, 49 Folgen)
- 2002: Knallharte Jungs
- 2002: Nikola (Fernsehserie, 1 Folge)
- 2003: Wolffs Revier (Fernsehserie, 1 Folge)
- 2003: SK Kölsch (Fernsehserie, 1 Folge)
- 2003: Nicht ohne meinen Anwalt (Fernsehserie, 2 Folgen)
- 2004: Pura Vida Ibiza
- 2007: SOKO Wismar (Fernsehserie, 1 Folge)
- 2020: Polizeiruf 110: Heilig sollt ihr sein!